# 蟹江町図書館
蟹江町図書館（かにえちょうとしょかん）は、愛知県海部郡蟹江町大字蟹江新田にある公共図書館である。
1966年（昭和41年）5月1日に元蟹江本通りに蟹江町立図書館（かにえちょうりつとしょかん）として開館し、1969年（昭和44年）に蟹江本町の新館に移転した。1998年（平成10年）には佐屋川創郷公園の新館に移転し、名称が蟹江町図書館となった。2016年度（平成28年度）の図書資料費は1014万8000円であり、1人あたり図書資料費は274円である。

## 歴史

### 元蟹江本通り時代(1966-1969)

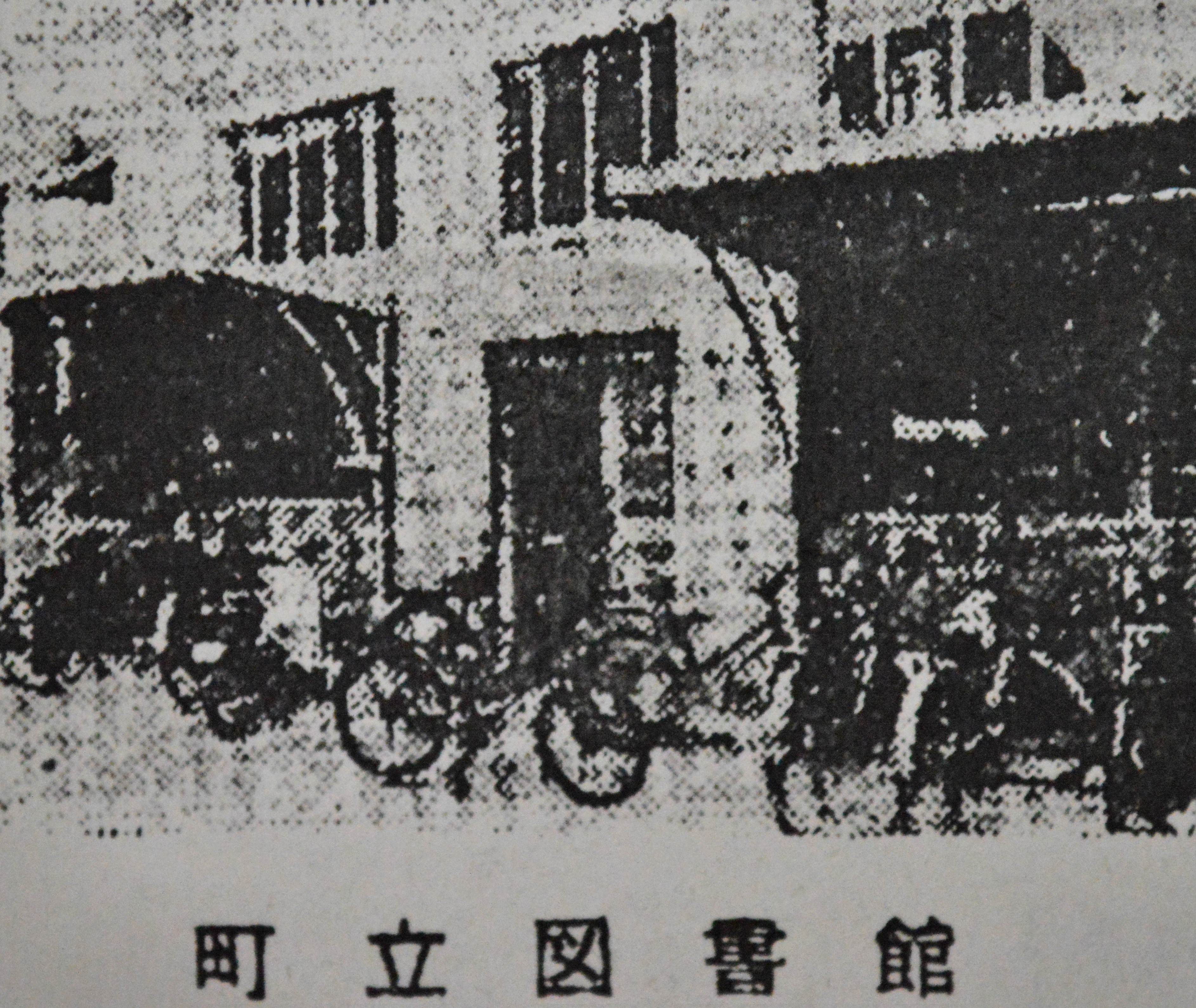
元蟹江本通りの蟹江町立図書館（1966年）

蟹江町は海部地域南部の低地にあり、1889年（明治22年）10月1日の町村制施行時には津島町（現・津島市）と並んで海西郡・海東郡（2郡を合わせて現在の海部郡）で町制を施行した2町のひとつである。戦後には工場の誘致、団地の造成、温泉開発などによって急速な発展を遂げつつあり、図書館開館時点の人口は約21,000人だった。
蟹江町出身の衆議院議員である佐藤観次郎は高知県宿毛市を訪れた際、冨山房創設者の坂本嘉治馬が設立した私立坂本図書館（現・宿毛市立坂本図書館）を見学し、自身の蔵書を主体とする公共図書館の設立を思い立った。佐藤は自身の蔵書に加えて、出版社や新聞社に寄贈を依頼して蔵書を収集し、集めた約8,000冊を蟹江町に寄贈した。蟹江町はこれらの図書を一般閲覧に供するために、図書館の建設を計画した。
国鉄関西本線蟹江駅と近鉄名古屋線近鉄蟹江駅の中間付近、元蟹江本通りには東海銀行（現・三菱UFJ銀行）蟹江支店があったが、東海銀行蟹江支店は近鉄蟹江駅前に移転した。1965年には蟹江本町字城に図書館を建設する議案が可決され、蟹江町は元蟹江本通りの銀行建物を700万円で購入。木造建築の内部を改装して、1966年（昭和41年）5月1日に蟹江町立図書館を開館させた。佐藤からは開館後にもばしばし寄贈を受けた。佐藤自身が務めた中央公論社からは多くの献本を受けており、また佐藤の長男である佐藤観樹が勤務していた文芸春秋社や、佐藤の計画に共感した創元新社などからも献本を受けている。
敷地面積は359m2、建物の延床面積は264m2であり、この一部に書庫・閲覧室・会議室が置かれた。開館時には書籍7,500冊、雑誌2,500冊の計10,000冊を所蔵していた。開館時の職員は館長を含めて3人であり、図書購入予算は年額50万円だった。1967年（昭和42年）2月1日から館外貸出を開始した。佐藤観次郎からの寄贈本の影響で文学書や経済書の割合が多かったため、開館後には参考図書・科学書・児童書などの充実が図られた。商店街の中にあったため読書環境は良好ではなく、また木造建築であることから火災に弱いという欠点があった。採光が不十分であり、時期によっては湿度が高かった。

### 蟹江本町時代(1969-1998)
1968年（昭和43年）秋から蟹江本町ホの割の忠霊苑（忠霊塔）脇に新館の建設が進められた。旧館とは異なり近鉄蟹江駅の南側、駅から徒歩5分の距離にあった。この場所は近鉄蟹江駅と国道1号の中間付近であり、交通の便が良かった。忠霊園に隣接しており、図書館の周囲には緑が多いことから、旧館と比べて読書環境がよかった。1969年（昭和44年）3月31日に鉄筋コンクリート造2階建の建物が竣工し、6月1日には約3年間使用した木造館から新館に移転した。総工費は1350万円。蟹江町は図書館の建設と並行して忠霊苑に植樹や造園を行い、児童遊園としての整備を行った。
1階には事務室・児童閲覧室・宿直室が、2階には成人閲覧室・書庫が置かれた。佐藤観次郎の寄贈本は佐藤観文庫としてまとめられ、小説家の川端康成が文庫の額面を揮毫した。なお、佐藤はそもそも小説家の谷崎潤一郎に揮毫を依頼していたが、谷崎は1965年（昭和40年）に病気で他界している。新館開館時の休館日は毎週月曜日・土曜日午後・祝祭日・年末年始だった。平日は9時から17時30分、土曜日は9時から12時30分が開館時間だった。図書館の新築によって空いた建物には、町制80周年記念事業として1969年11月11日に蟹江町郷土館が開館した。
1971年度（昭和46年度）の蔵書数は12,335冊、入館者数は12,619人、貸出冊数は9,182冊だった。
1981年度（昭和56年度）には移動図書館車「ともしび号」を349万8000円で購入し、1981年10月1日から移動図書館の運行を開始した。蔵書数は1978年度末（20,799冊）に2万冊を突破し、1983年度末には42,701冊となった。貸出冊数は1979年度（20,517冊）に2万冊を突破し、1983年度には52,043冊となった。1982年度には60,003冊が貸出されたが、うち38%に相当する22,735冊は移動図書館によるものだった。

### 佐屋川創郷公園時代(1998-)

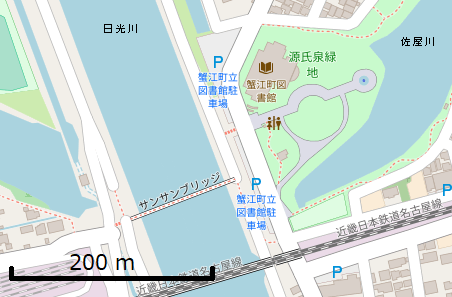
蟹江町図書館とその周辺の地図

1994年度（平成6年度）から新図書館の建設計画を進め、8社による建築設計競技の結果、1995年（平成7年）6月町議会定例会で採用作品が発表された。日光川の東岸に佐屋川創郷公園の整備と併せて図書館の建設を行い、1998年（平成10年）6月13日に蟹江町図書館が開館した。
2004年（平成16年）4月時点では図書約97,000冊と視聴覚資料約4,000点を所蔵しており、新聞12紙と雑誌129誌を扱っていた。同時点では、毎月アメニティホールで映画上映会を開催していた。約50席のミーティングルームは、土日と夏休みに学習室として開放していた。

## 基礎情報

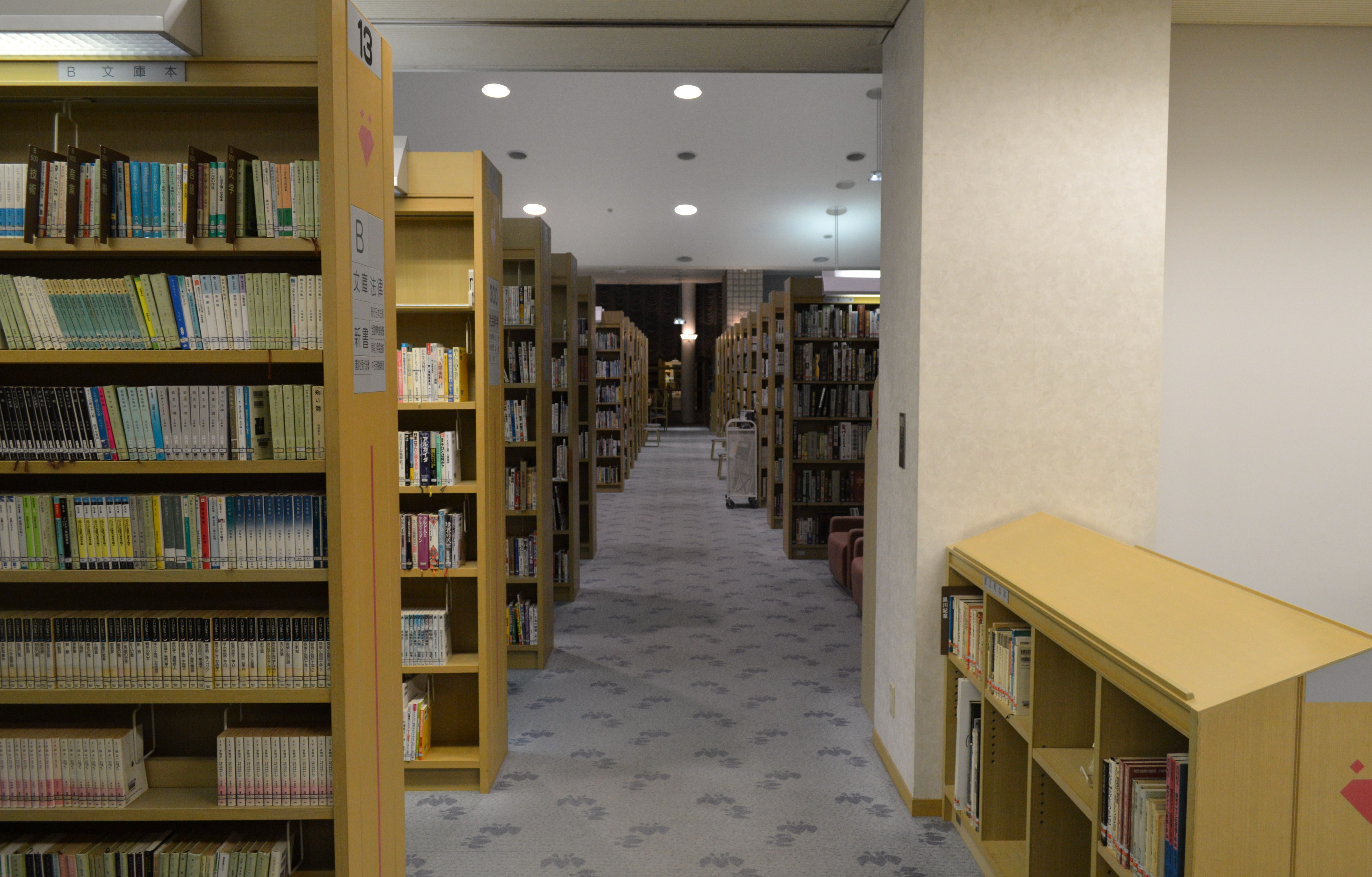
一般書の書架

### 施設
1階にはサービスデスク、一般書フロア、児童書フロア、AVコーナー、読書コーナー、サーチデスクなどがある。読書コーナーには琉球畳が敷かれており、サーチデスクには「ロボくん」と名付けられたパソコンが設置されている。2階にはアメニティホール、ミーティングルーム、和室、ギャラリー、閉架書庫などがある。一般書の書架の上部は2階層分の吹き抜けとなっている。サーチデスクにあるインターネット検索用パソコンではジャパンナレッジや中日新聞・東京新聞記事データベースを提供している。
2010年には蟹江町がアメリカ合衆国イリノイ州マリオンと姉妹都市提携を結んでおり、図書館内にはマリオンを紹介する「マリオンコーナー」があるほか、蟹江町図書館公式サイトとマリオン・カーネギー図書館公式サイトは相互リンクを行っている。建物の北東側には町民有志によって「小酒井不木生誕地」の碑が建てられた。

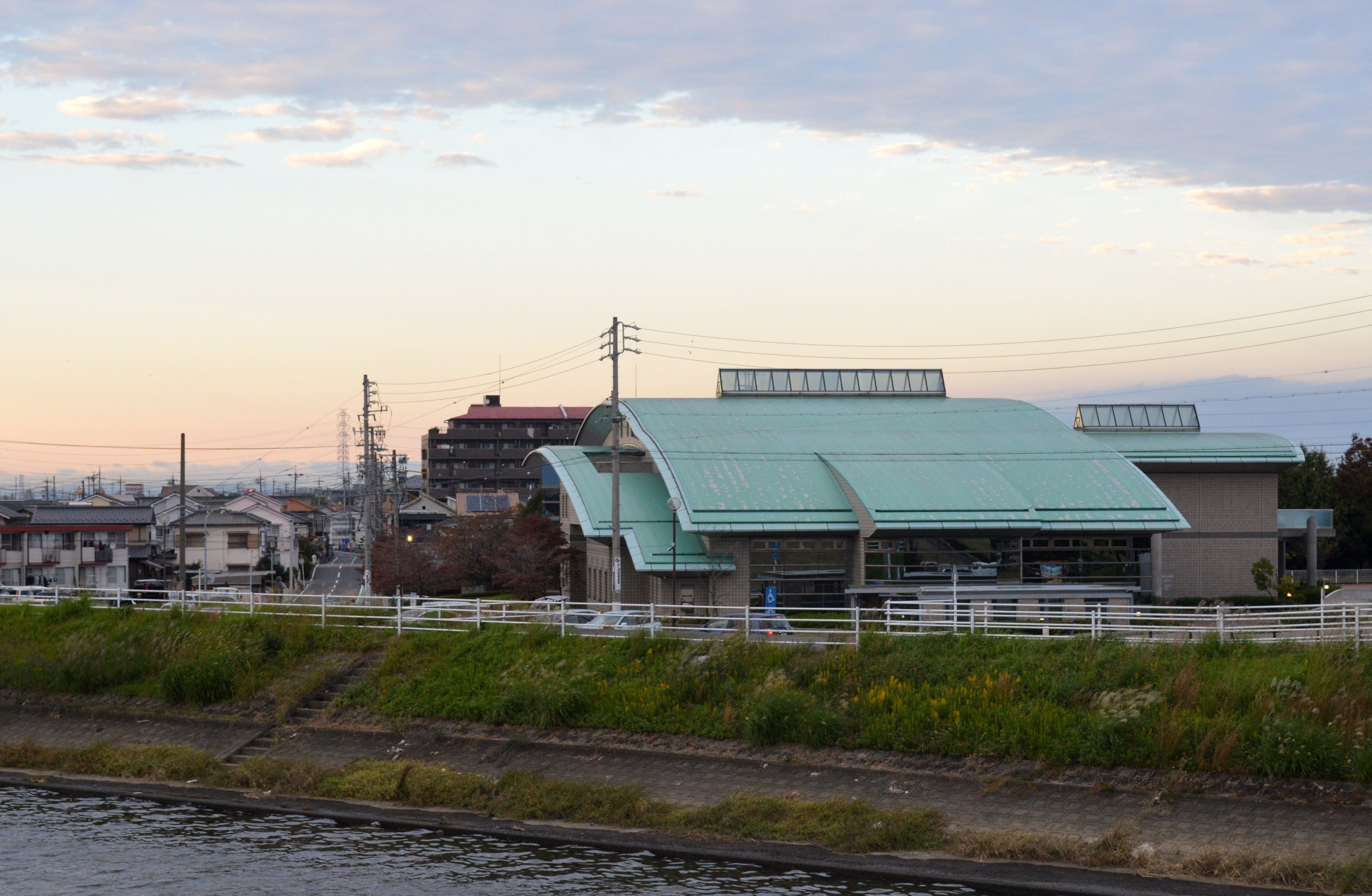
日光川（手前）と蟹江町図書館
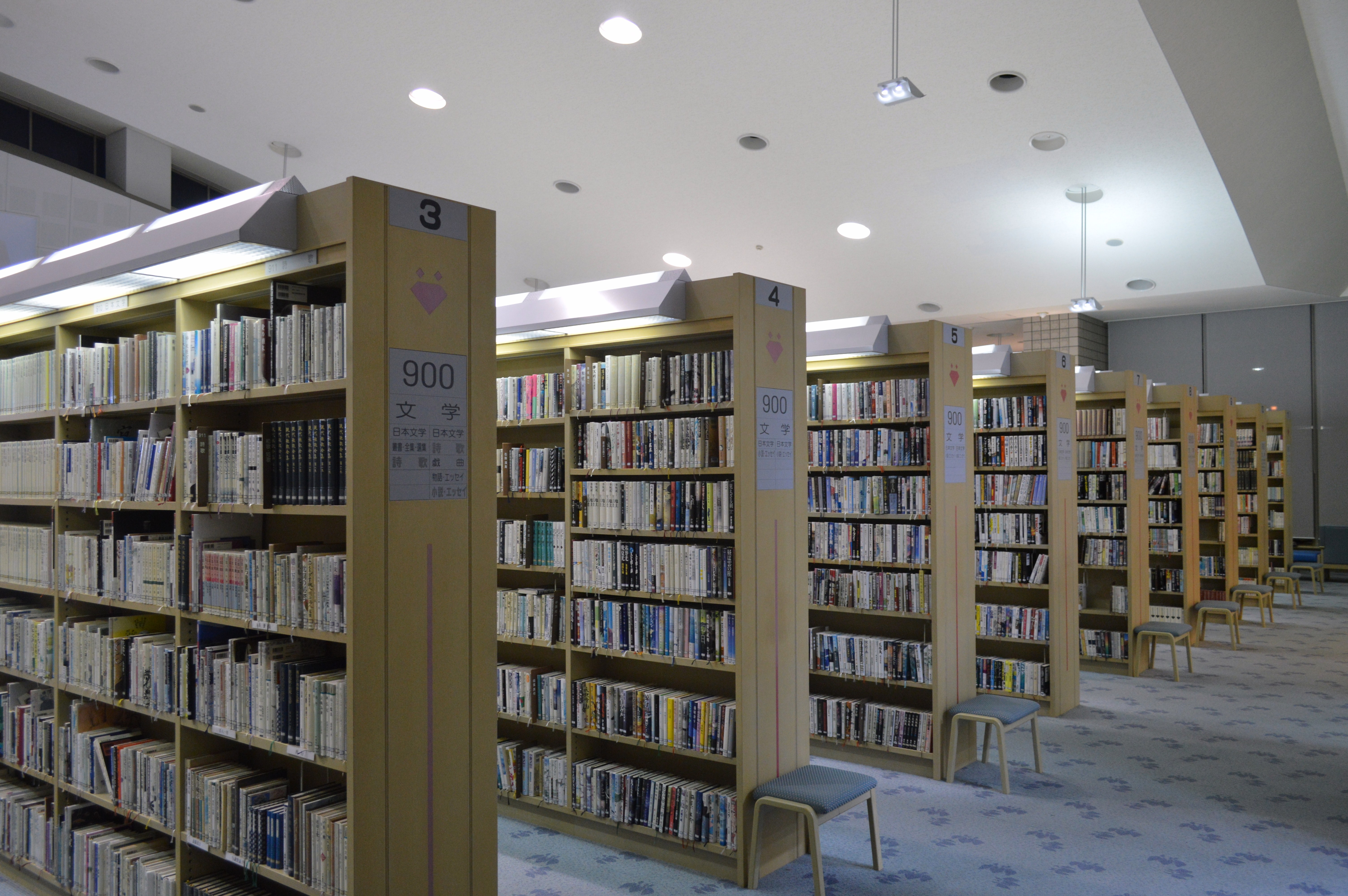
一般書フロア
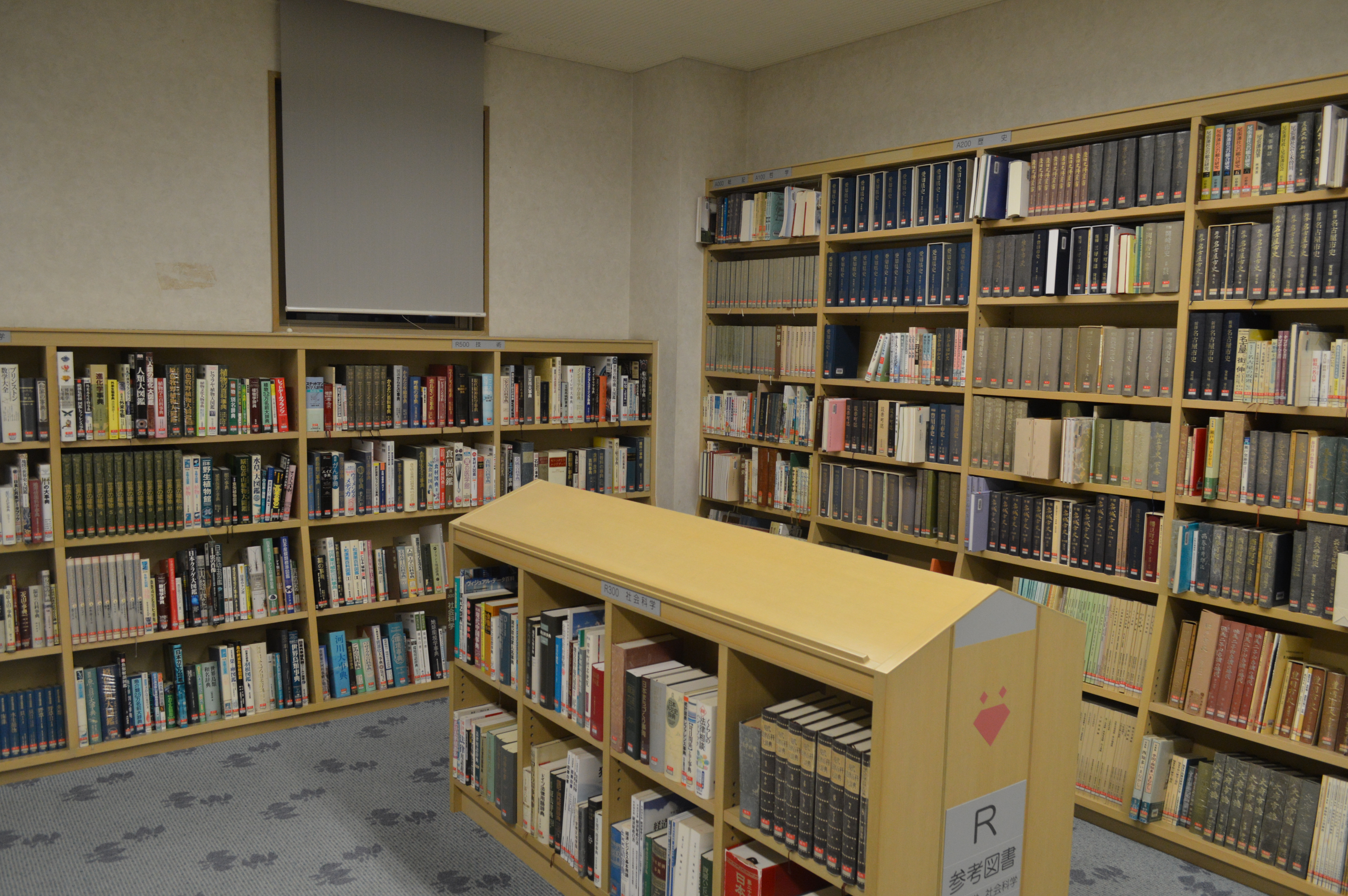
参考書コーナー
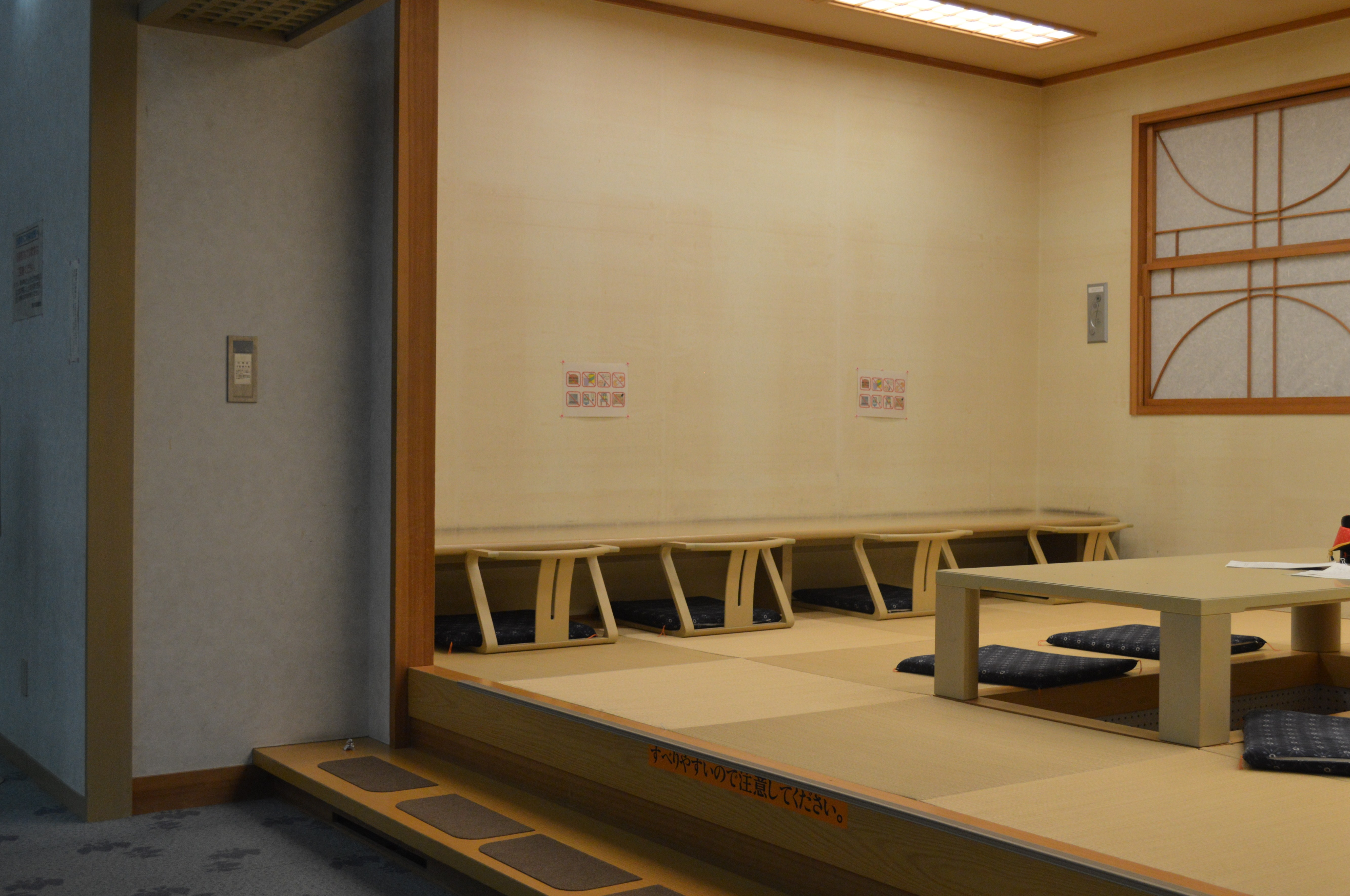
1階の和室
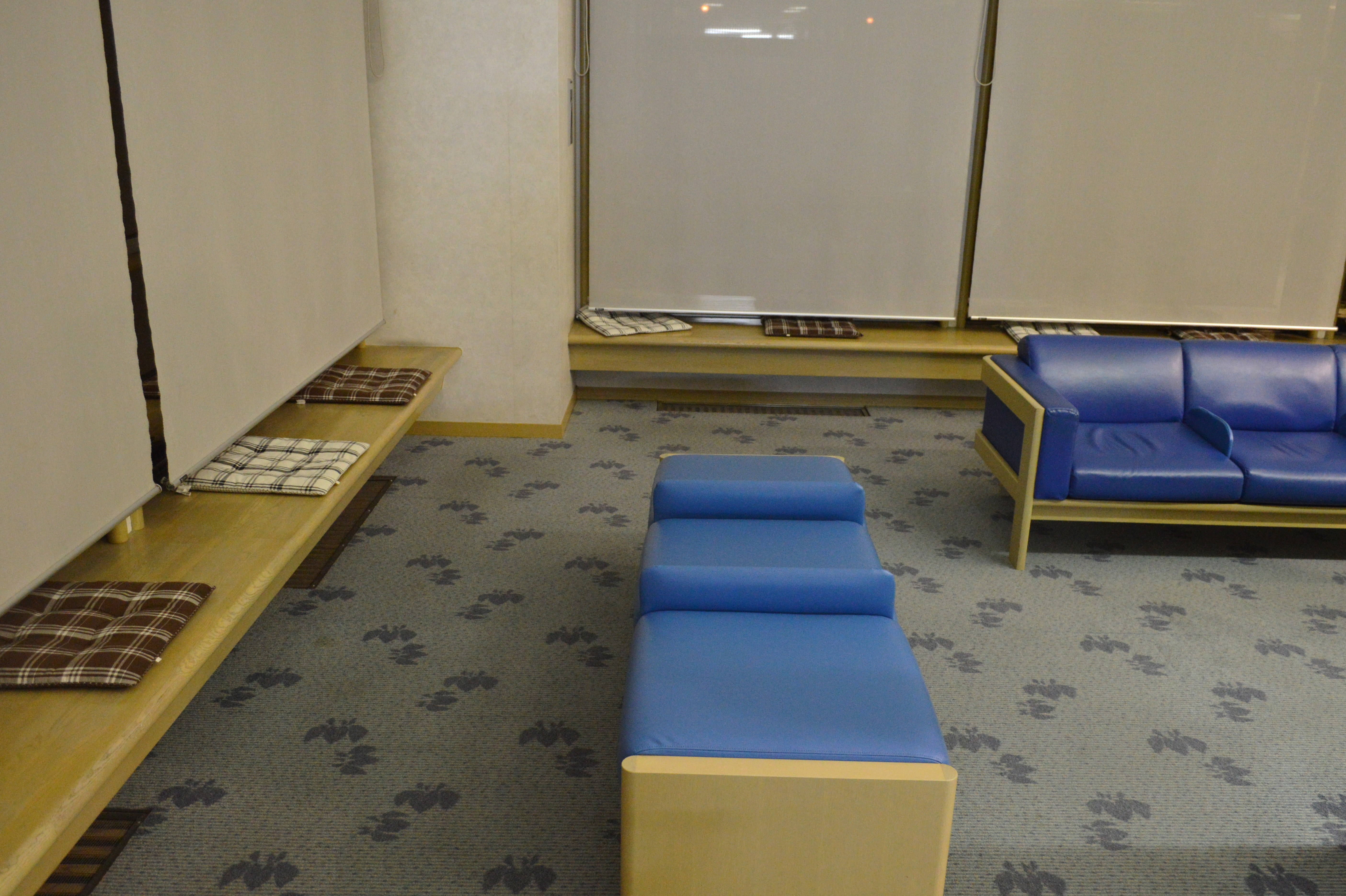
窓際の閲覧席